# Léon Maroten

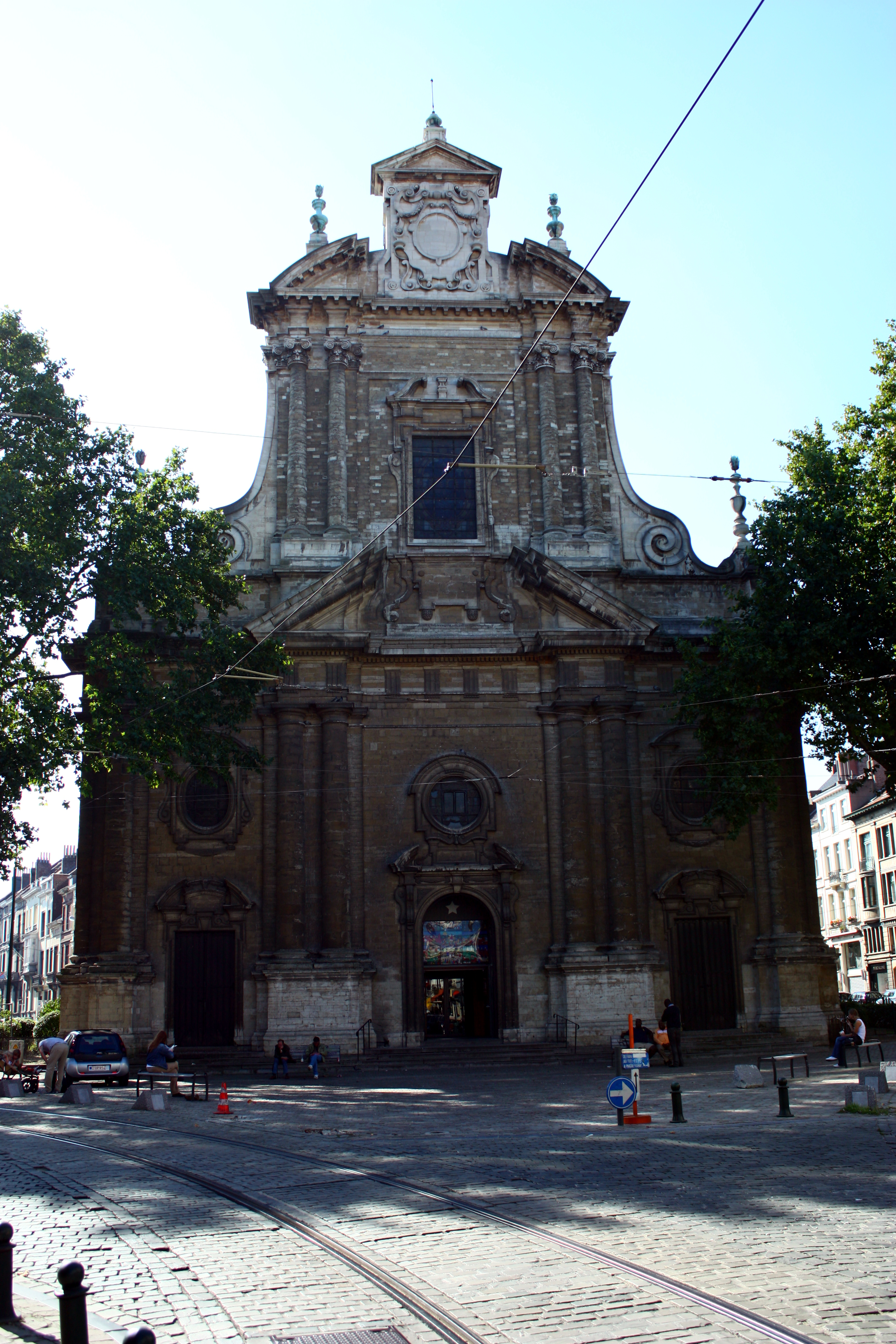
L'ancienne église des augustins à Bruxelles

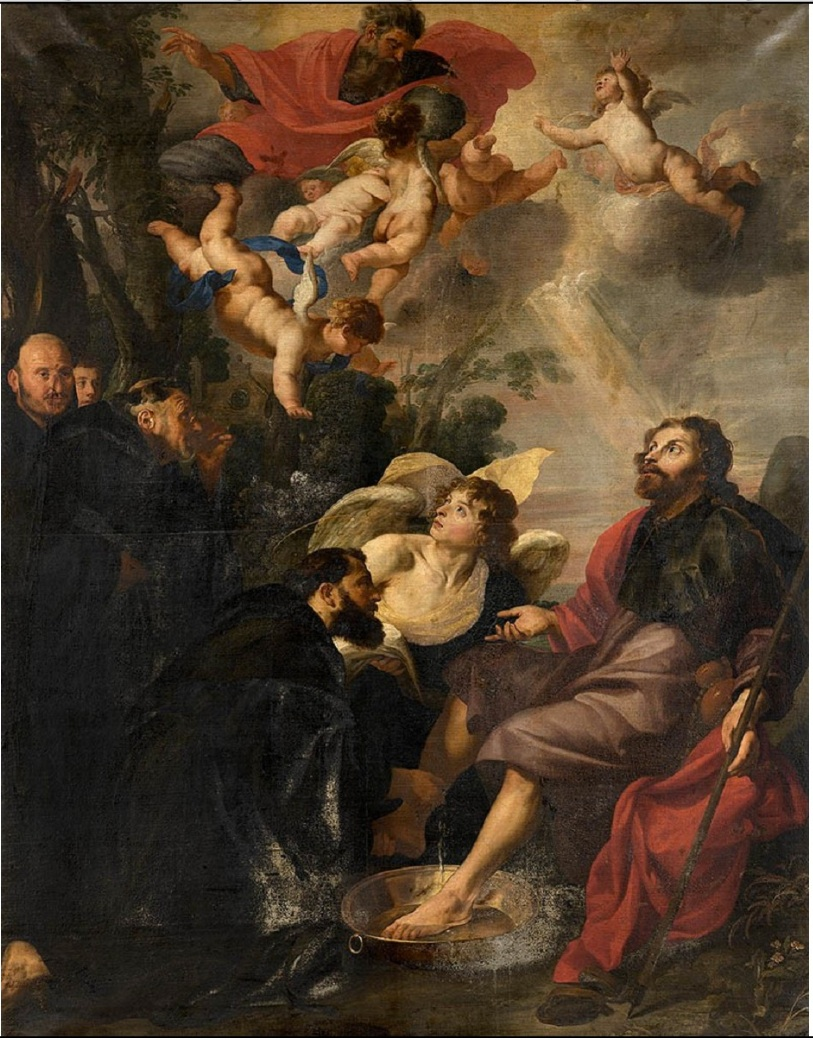
Augustin d'Hippone lavant les pieds du Christ (toile de Theodor Rombouts)

Léon Maroten, né à Gand en 1659 et y décédé en 1729, est un prêtre augustin des Pays-Bas méridionaux, auteur d'ouvrages caractéristiques de la spiritualité de sa famille religieuse sous l'Ancien Régime.

## Biographie
Léon est né à Gand, de Guillaume Maroten et Catherine Gheldorf. La famille est riche et pieuse: deux de ses frères se feront religieux et l'une de ses sœurs, béguine. Entré chez les ermites de saint Augustin, qui tenaient un couvent dans sa cité natale, il y fait profession le 25 septembre 1679, avant d'être ordonné prêtre en 1682. 
De 1691 à 1694 il est prieur du couvent de Bruxelles. En 1715, il préside le chapitre provincial à Anvers. Entre 1721 et 1724, il est nommé secrétaire et définiteur de la Provincia Belgica (qui comprenait les Pays-Bas méridionaux et une partie de l'Allemagne), tout en étant prieur à Gand. Il meurt dans cette ville, le 27 février 1729, laissant derrière lui une réputation de prédicateur, de confesseur et de directeur spirituel très apprécié, ainsi que deux ouvrages portant sur la vie chrétienne et religieuse.

## Spiritualité
Outre un ouvrage ascétique posthume, qui n'est pas sans faire penser à Os trabalhos de Jesus de l'augustin Thomas de Jésus de Andrade, Léon Maroten a composé un intéressant manuel à l'usage du tiers-ordre, institution laïcale caractéristique de l'organisation et de la spiritualité des ordres mendiants. Ce manuel se divise en trois parties : dans la première, l'auteur présente la formation du tertiaire, insiste sur la pratique liturgique et livre une interprétation de la Règle de saint Augustin, définie comme un retour à la vie des Apôtres. 
Dans la deuxième partie, il retranscrit la Règle et l'accompagne de commentaires inspirés de la Bible, de saint Augustin et d'une dizaine d'auteurs modernes appartenant à sa famille religieuse, parmi lesquels Jean Neeffs, dont il cite le livre sur le même sujet; enfin, dans la dernière partie, il évoque, sous une forme poétique, la biographie de trois cent soixante-cinq figures de l'ordre des augustins (une pour chaque jour de l'année), en mettant en relief la façon exemplaire dont chacune de celles-ci a observé la Règle. Cette utilisation de l'hagiographie aux fins d'encadrer la piété et la morale chrétiennes, constitue une composante essentielle de la pastorale augustinienne en Provincia Belgica à l'époque de la Contre-Réforme.

### Écrits
- Regel van de Derde Orden der Eremyten van den H. Vader Augustinus (Gand, 1709)
- Jesus Christi bloedige en onbloedige Offerande ofte 24 meditaties op sijn bitter lijden (Gand, 1729)

### Étude
- M. Scharma, Maroten Léon, in Dictionnaire de spiritualité ascétique et mystique, tome X, Paris, Beauchesne, 1980, pp. 644-645.
- Eug. De Seyn, Maroten (Léon), in Dictionnaire biographique des sciences, des lettres et des arts en Belgique, tome II, Bruxelles, Éditions L'Avenir, 1936, p. 721, col. 1.